# Saqui barbut negre
El saqui barbut negre (Chiropotes satanas) és una espècie de mico de la família dels pitècids que es troba al Brasil.